# Walter Hammersen
Walter Hammersen (* 5. Januar 1911 in Osnabrück; † 10. Oktober 1990 in Wiesbaden) war ein deutscher Jurist und Politiker (NSDAP, FDP).

## Leben

### Werdegang
Nach dem Abitur 1929 am Humanistischen Ratsgymnasium Osnabrück studierte Hammersen Rechts- und Staatswissenschaften an den Universitäten in Tübingen, München und Göttingen. Während seines Studiums wurde er 1929 Mitglied der Tübinger Burschenschaft Derendingia. Er legte 1934 das erste juristische Staatsexamen am Oberlandesgericht Celle ab, trat anschließend in den Staatsdienst ein und war als Regierungsreferendar in Hannover tätig. Sein Studium beendete er 1937 mit dem zweiten juristischen Staatsexamen im preußischen Innenministerium in Berlin. Nach der Annexion Österreichs wurde er 1938/39 zur Kärntner Landesverwaltung in Klagenfurt abgeordnet. Hammersen war 1938 stellvertretender Landrat des Kreises Ostprignitz mit Sitz in Kyritz. Nach dem Überfall auf Polen amtierte er seit Herbst 1939 zunächst als kommissarischer Landrat und dann seit 1941 als Landrat des Kreises Hohensalza.
Hammersen war Anfang der 1940er Jahre Vorstandsmitglied des Deutschen Sparkassen- und Giroverbandes in Posen. Er nahm von 1942 bis 1945 als Kriegsfreiwilliger am Zweiten Weltkrieg teil, wurde 1943 zum Leutnant ernannt und mehrfach verwundet. Ihm wurden die Eisernen Kreuze beider Klassen sowie das Silberne Verwundetenabzeichen verliehen. Bei Kriegsende geriet er in sowjetische Gefangenschaft, konnte aus dieser aber entkommen und wurde dann bis 1948 von den Briten interniert.
Nach seiner Entlassung ließ sich Hammersen in Hessen nieder und arbeitete von 1949 bis 1954 als Syndikus in Verbänden des Metallgroßhandels und der Metallindustrie in Wiesbaden und Düsseldorf. Von 1954 bis 1966 war er als Wirtschafts- und Verkehrsdezernent in Wiesbaden tätig. Außerdem war er seit 1966 Bundesgeschäftsführer des Volksbundes Deutsche Kriegsgräberfürsorge in Kassel. 1969/70 fungierte er als Hauptgeschäftsführer beim Deutschen Verkehrssicherheitsrat (DVR).

### Partei
Hammersen trat zum 1. September 1930 der NSDAP bei (Mitgliedsnummer 306.855) und war Kreisleiter der Partei im Reichsgau Wartheland. Zum 1. Februar 1932 trat er der SS bei (SS-Nummer 28.834) und wurde 1935 zum SS-Untersturmführer, am 20. April 1940 zum SS-Sturmbannführer befördert. 1942 war er dem Reichssicherheitshauptamt unterstellt.
Nach dem Zweiten Weltkrieg schloss er sich der FDP an und wurde 1958 zum Vorsitzenden des FDP-Kreisverbandes Wiesbaden gewählt. Des Weiteren war er Mitglied im Landes- und Bundeshauptausschuss der Liberalen.

### Abgeordneter
Hammersen war von 1954 bis 1966 Ratsmitglied der Stadt Wiesbaden. Dem Deutschen Bundestag gehörte er von 1961 bis 1965 an. Er war über die Landesliste der FDP Hessen ins Parlament eingezogen.

### Sonstiges
Hammersen war nach 1966 zeitweilig Mitglied im Kuratorium der Wolf-Erich-Kellner-Gedächtnisstiftung.